# ジョルジュ・ルー
ジョルジュ・ルー (仏：George Roux、1853年4月5日 - 1929年1月29日) はフランスの画家、イラストレーター。作品の署名には合字による gRoux を用いた。

## 経歴
ジョルジュ・ルーとして知られるアレクサンドル＝ジョルジュ・ルー（本名：Alexandre-Georges Roux）は、1853年4月5日に南フランスの旧ラングドック＝ルシヨン地域圏、エロー県ガンジュ（Ganges）で生まれた。ルーはジャン＝ポール・ローランス、アレクサンドル・カバネルに絵画の技法を学び、1880年の「サロン・デ・アルテスト・フランセ」(:fr) に絵画作品を出品した。
一方、イラストレーターとしても、ジュール・ヴェルヌの叢書「驚異の旅」の23作品に挿絵を提供した。これはレオン・ベネットの25作品に次ぐ数である。また、当時ヴェルヌと縁の深かった人気作家、アンドレ・ローリー (パスカル・グルーセの別名義) の『大いなる紺碧』をはじめ、ジャン・エカール(:fr) の『カマルグの王』、ロバート・ルイス・スティーヴンソンの『宝島』、フェルディナン・ファーブル(:fr) の『タイユヴァン』(Taillevent) などのイラストも手がけた。
1886年にはパリで開催された第2回「白と黒の国際展」(:fr) に出品し、デッサン部門で銀賞を獲得した。1889年にはパリ万国博覧会の模様を描いた油彩画を残している。ジョルジュ・ルーは20世紀に入ってからも画業を続け、1929年1月29日、ヴェルサイユの自宅にて75歳で死去した。
2006年、オリヴィエ・デュマ(:fr) は、ジョルジュ・ルーとアレクサンドル＝ジョルジュ・ルーが、性別を含めて異なる人物である可能性を指摘した。彼は研究者に署名を比較して実際に同一人物であることを確認することを求めている。

## 作品

### ジュール・ヴェルヌ
※年号は初出
- フリット＝フラック　1884年
- 一枚の宝くじ　1886年
- フランスへの道　1887年
- ジル・ブラルタール　1887年
- 地軸変更計画　1889年
- 西暦2889年　1889年
- セザール・カスカベル　1890年
- レ＝シャープ氏とミ＝フラット嬢　1893年
- 氷のスフィンクス　1897年
- 素晴らしきオリノコ河　1898年
- ある変人の遺言　1899年
- 第二の祖国　1900年
- 黄金火山　1900年
- 空中の村　1901年
- ジャン＝マリ・カビドゥランの物語　1901年
- 黄金の流星　1901年
- キップ兄弟　1902年
- 地の果ての燈台　1903年
- 世界の支配者　1904年
- ジョナサン号の難破者たち　1909年
- ヴィルヘルム・シュトリッツの秘密　1910年
- 砂漠の秘密都市　1919年
- 南アフリカでの3人のロシア人と3人のイギリス人の冒険　※一部のみ（年号不詳）

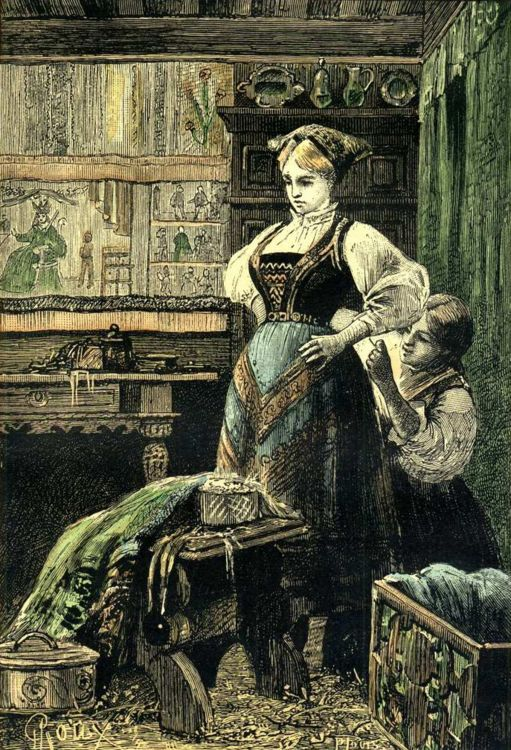
『一枚の宝くじ』 (ヴェルヌ、1886年)
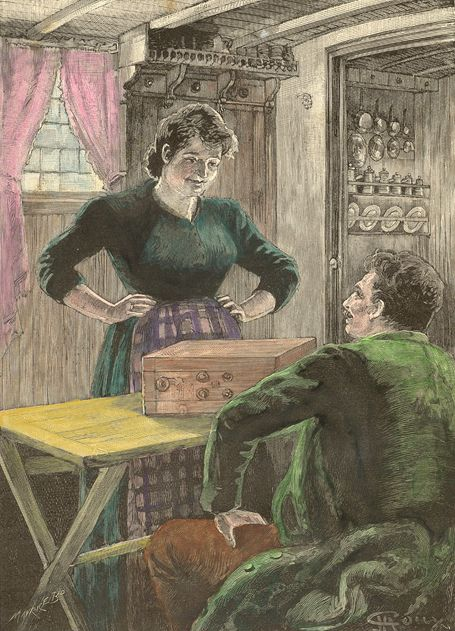
『セザール・カスカベル』 (1890年)
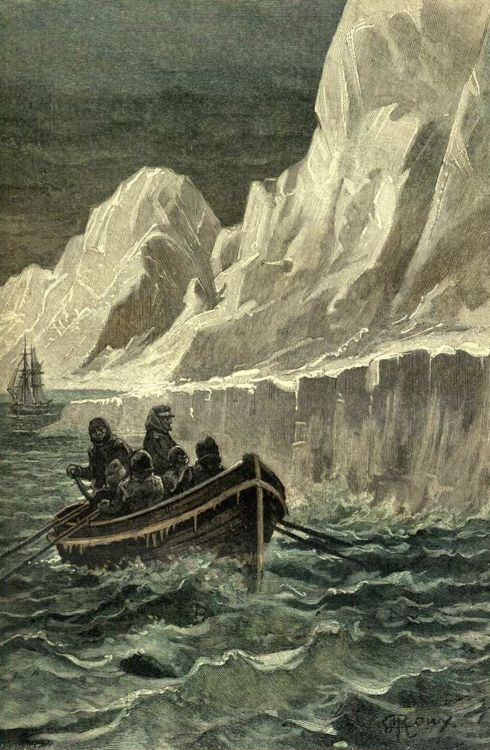
『氷のスフィンクス』 (1895年)
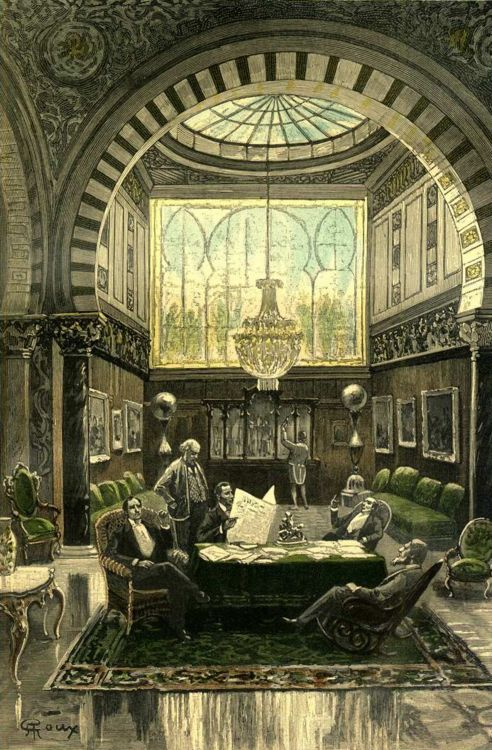
『ある変人の遺言』 (1899年)
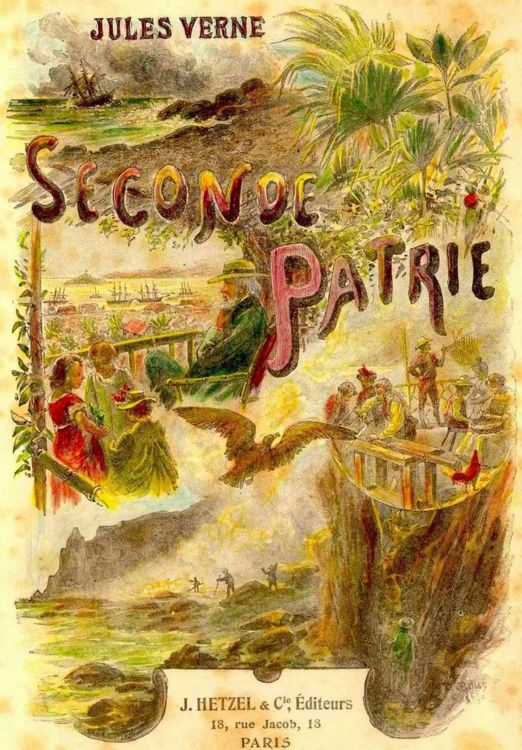
『第二の祖国』 (1900年)
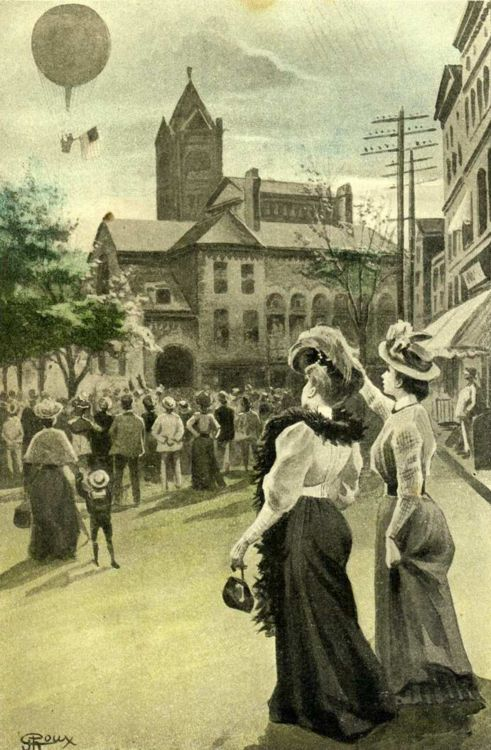
『黄金の流星』 (1901年)
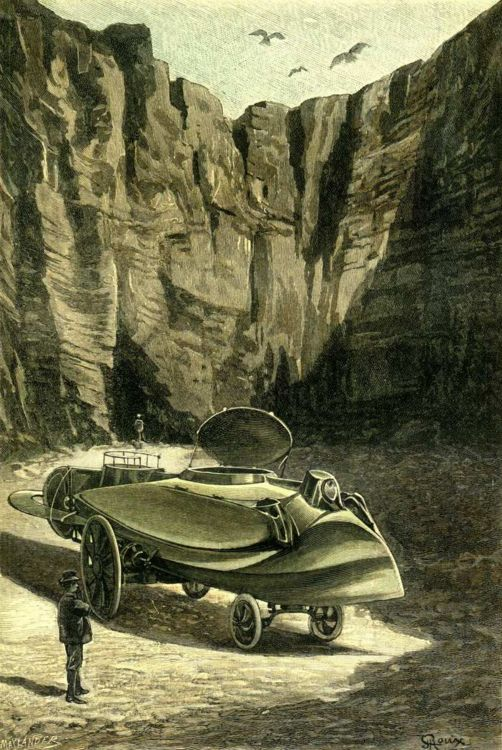
『世界の支配者』 (1902年)
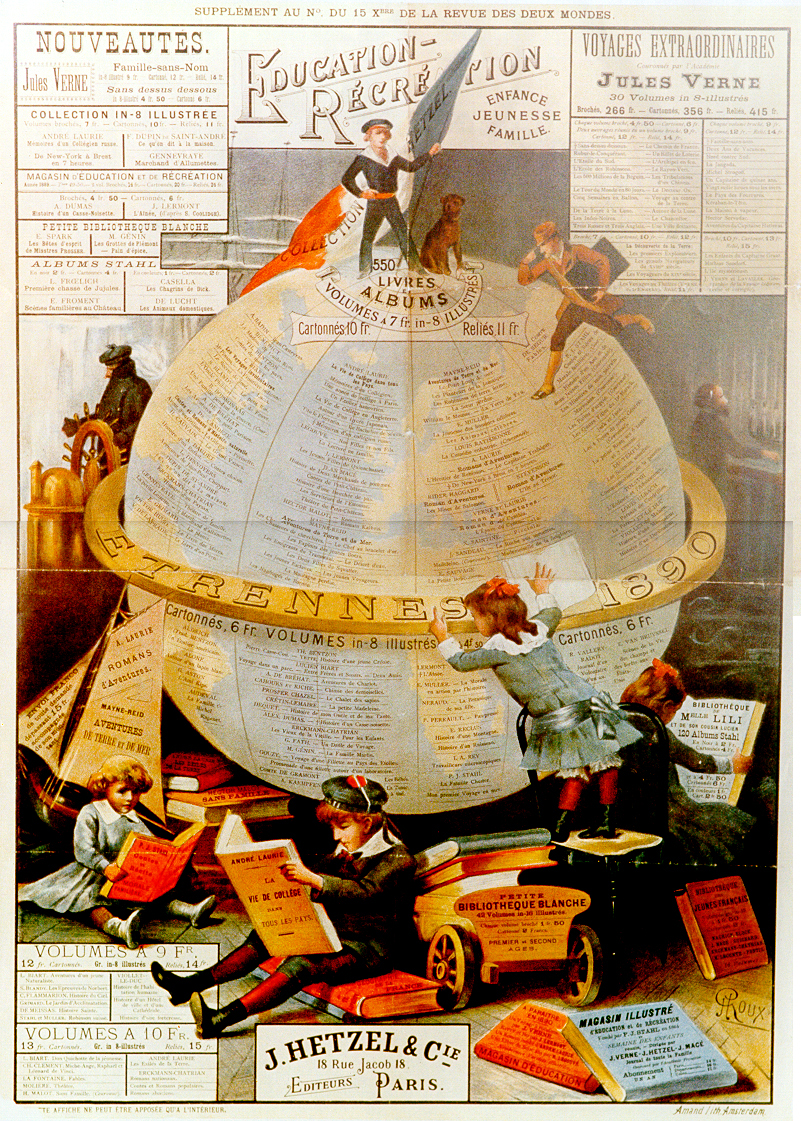
エッツェル社 広告 (1890年)

アンドレ・ローリー『大いなる紺碧』
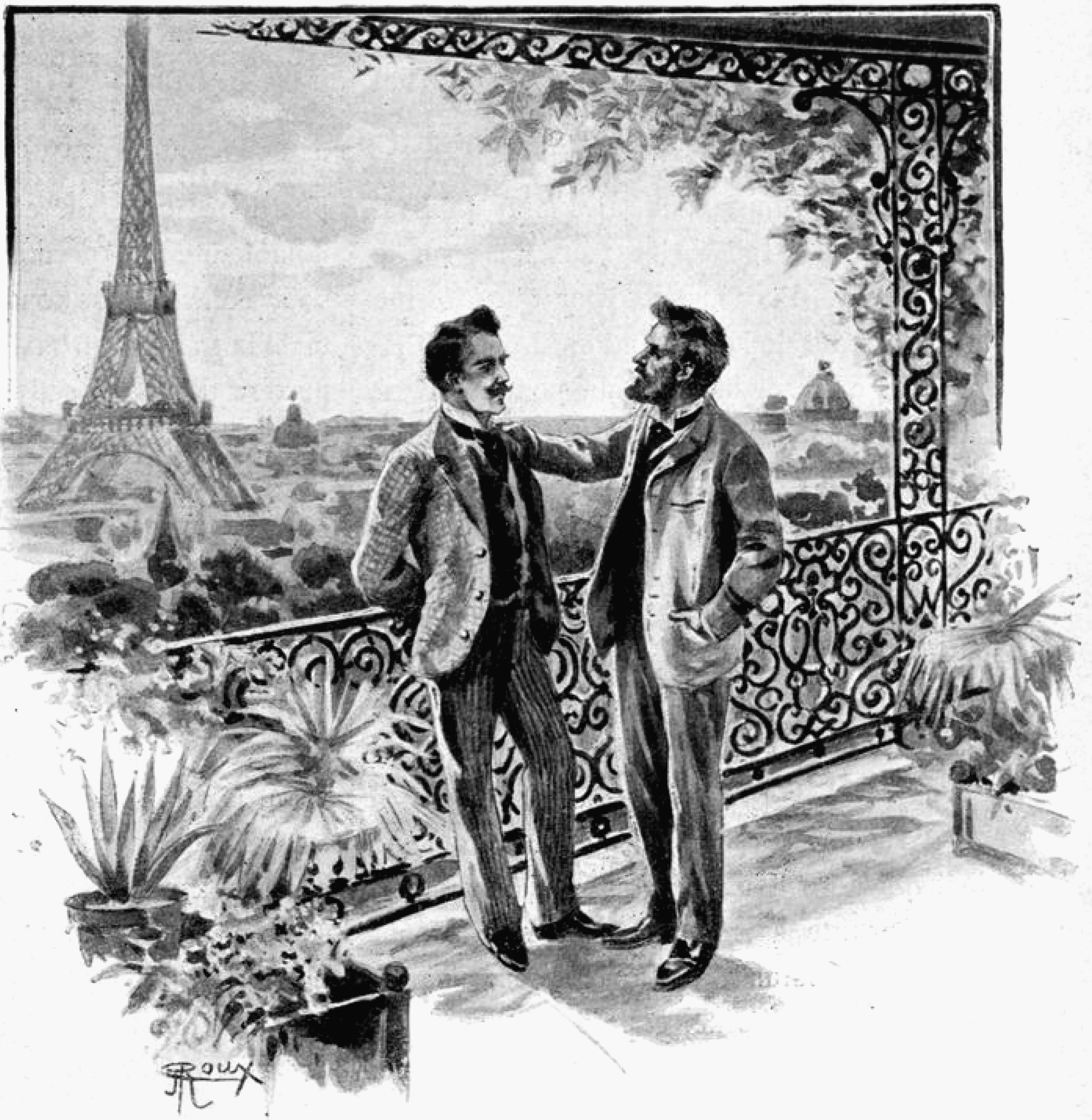
(1903年)
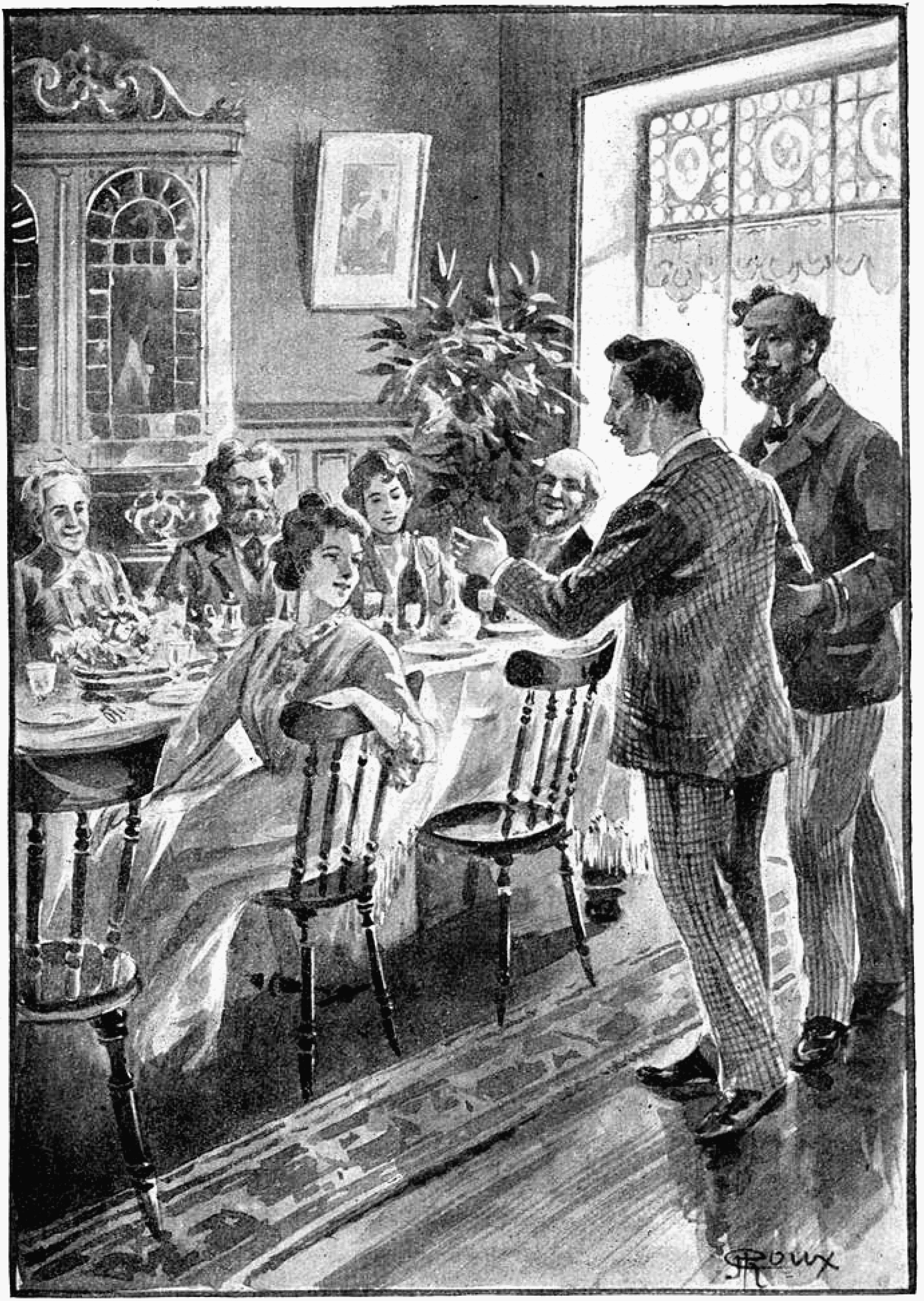
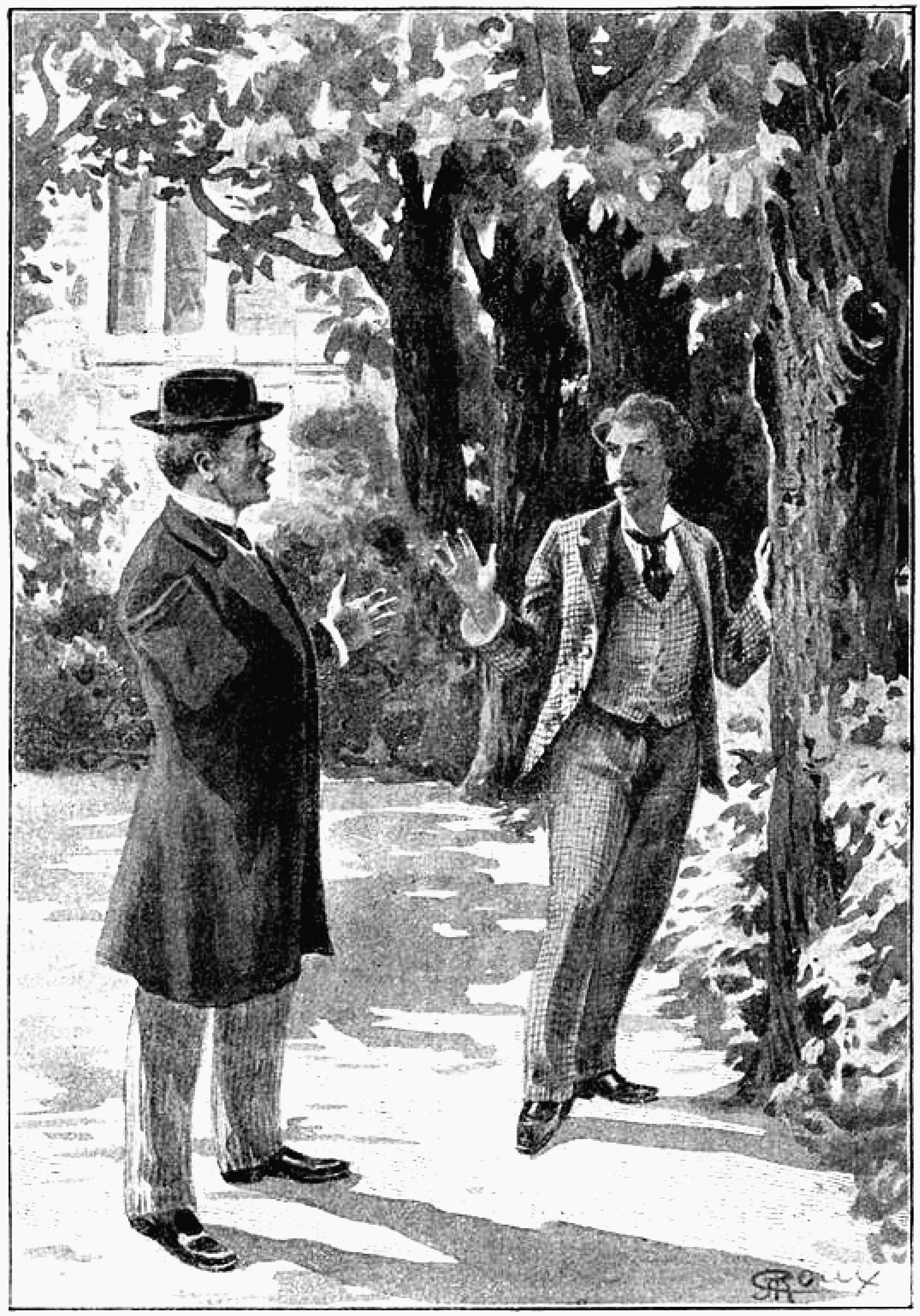
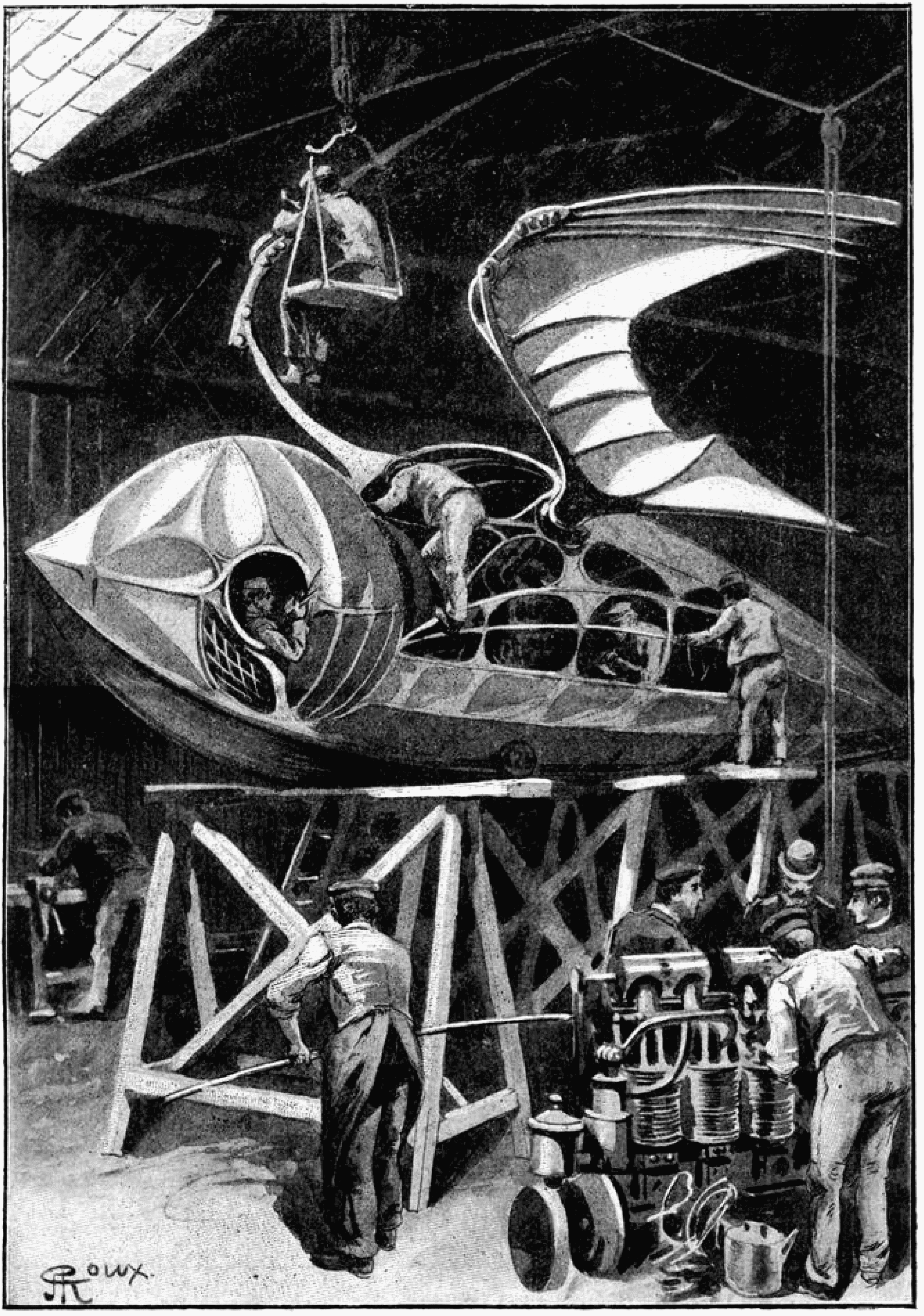
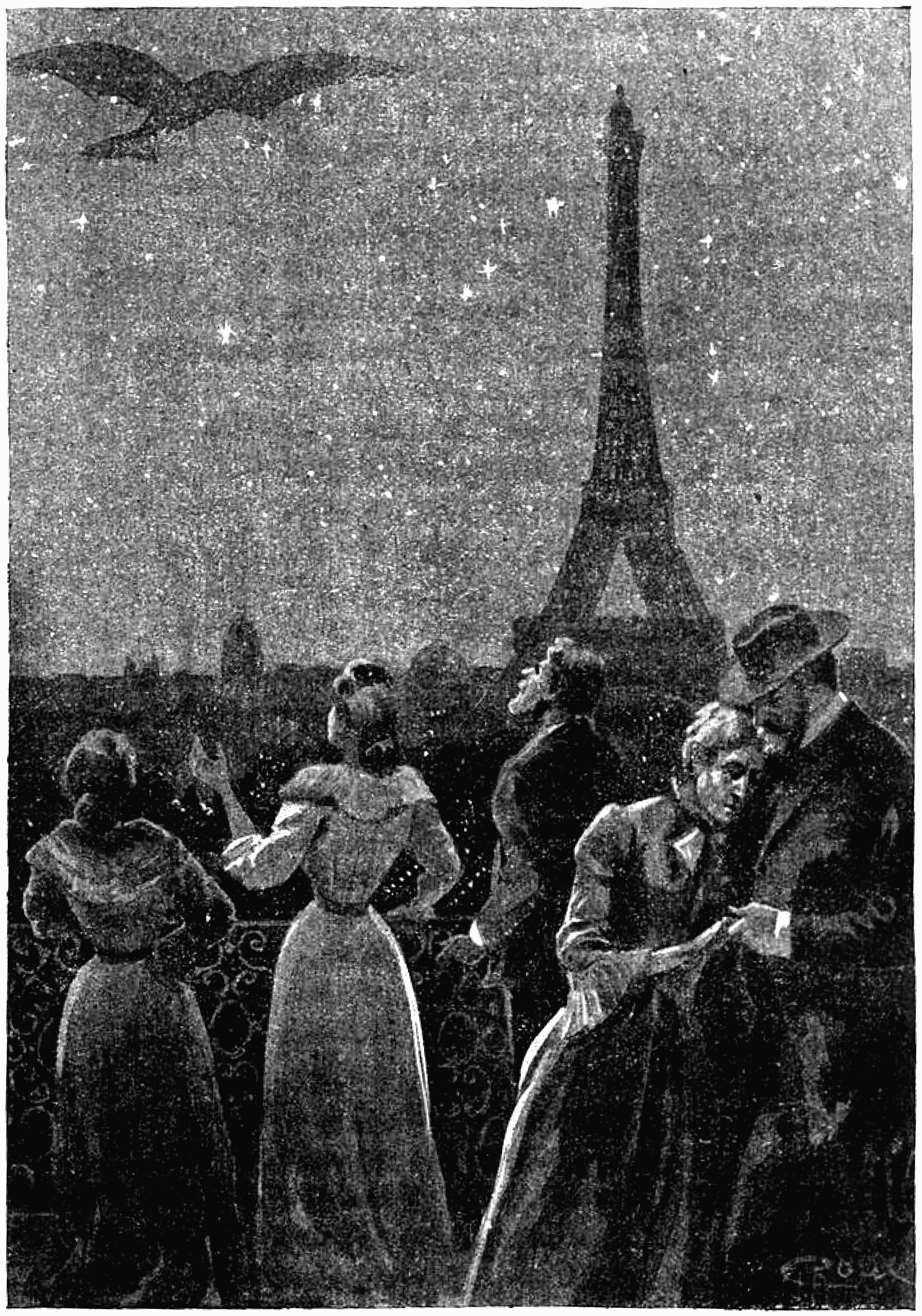
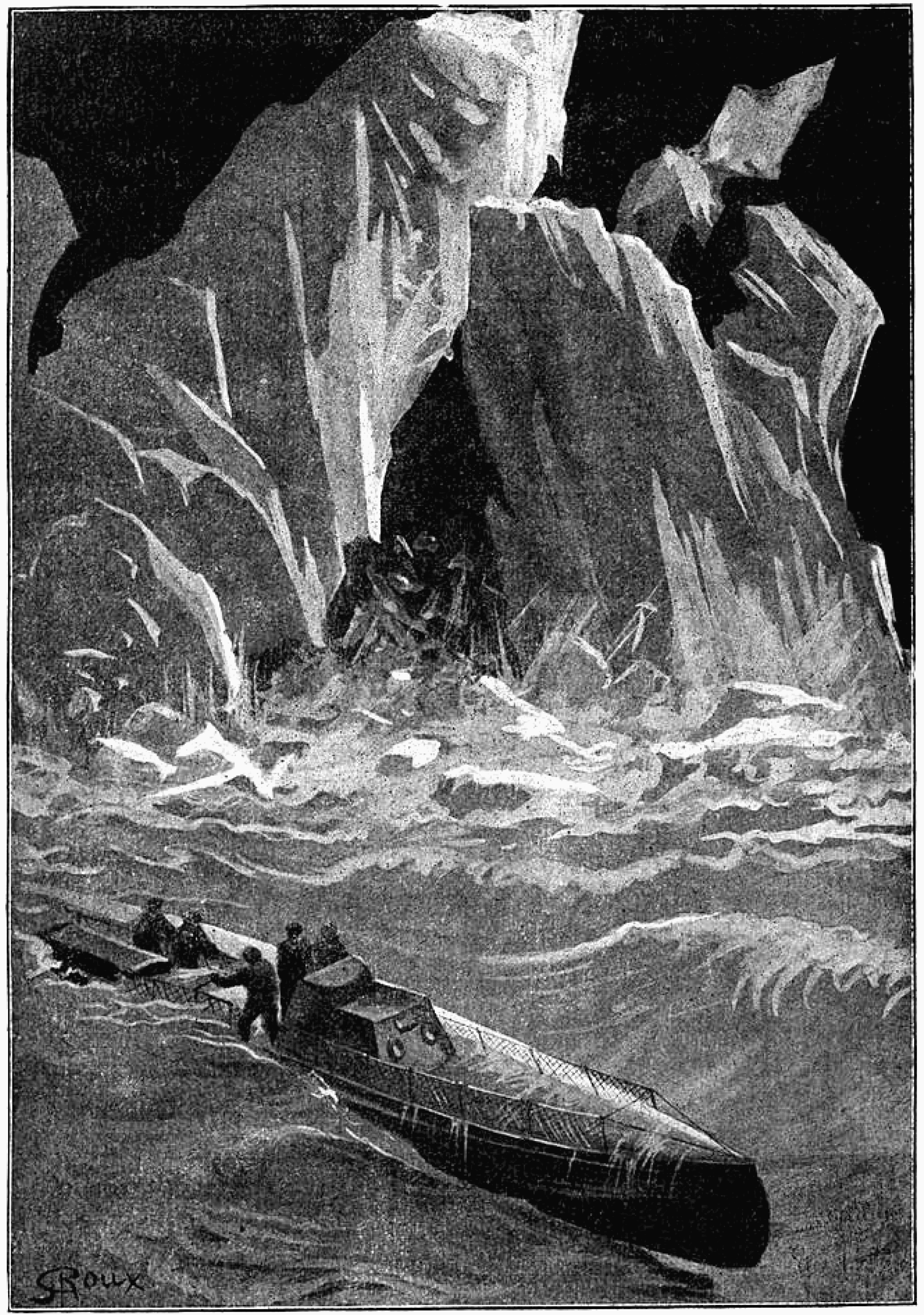
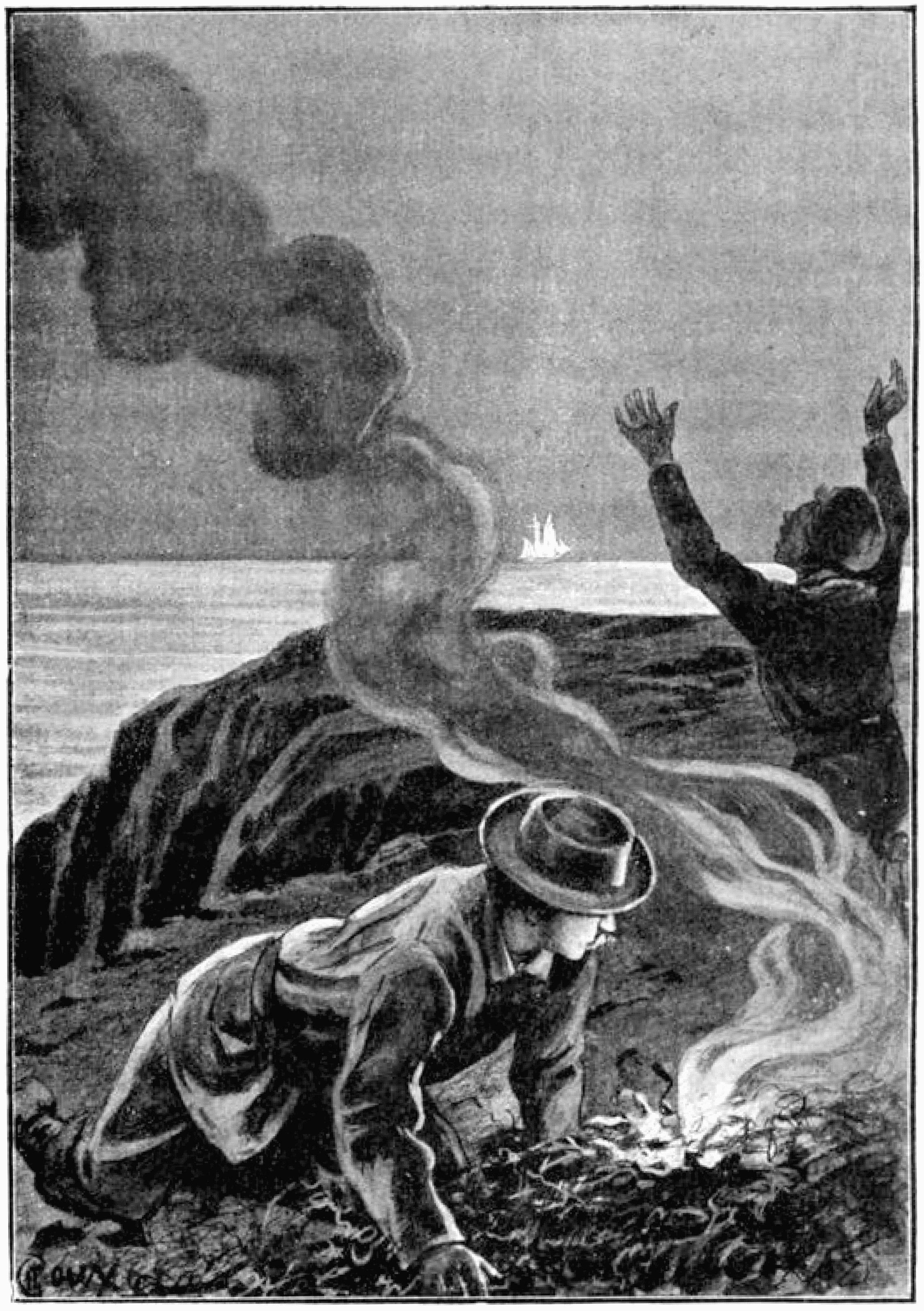
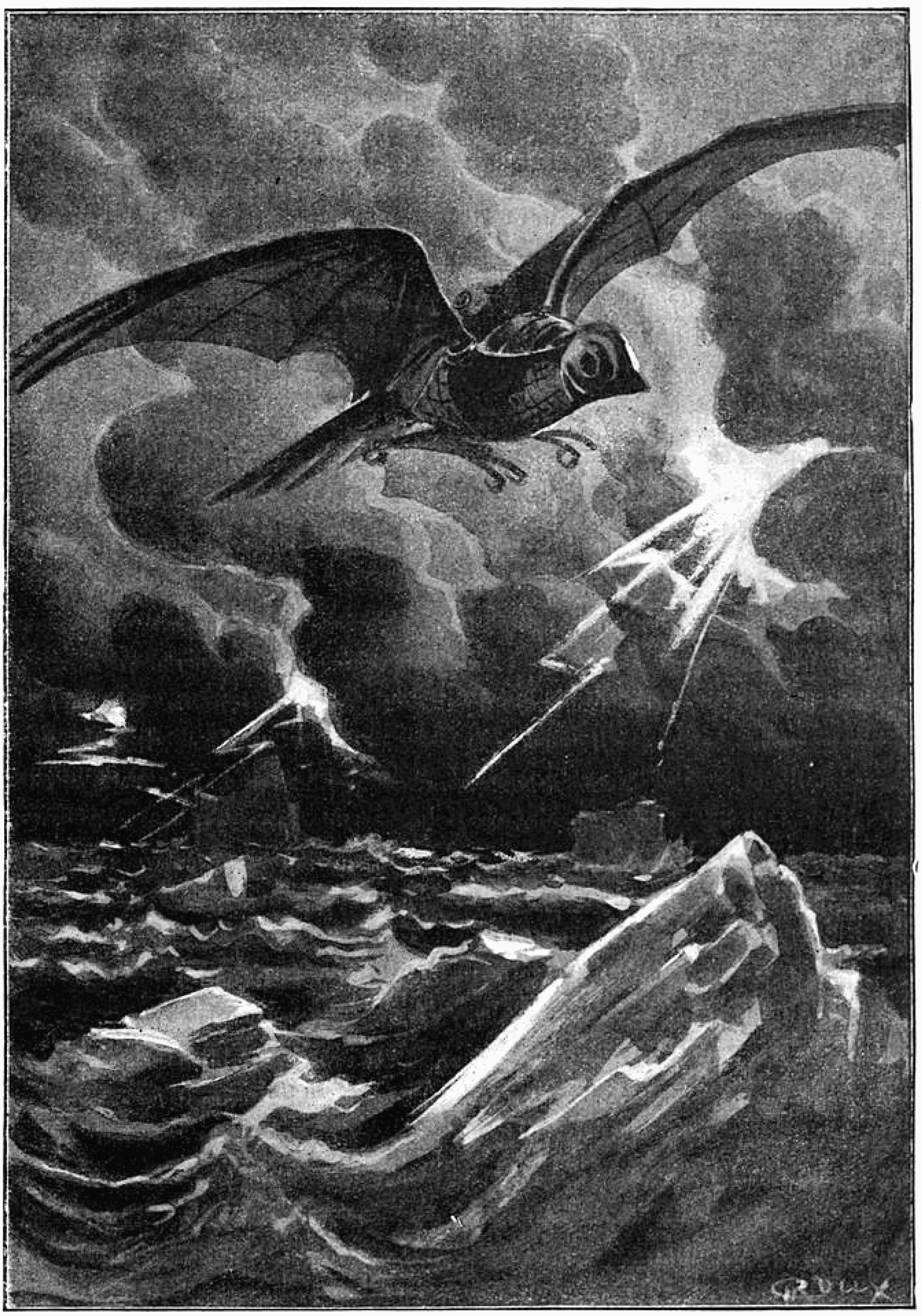